# Teens' love
Teens' love (ティーンズラブ) est un genre littéraire érotique au Japon destiné aux femmes. Ce genre est présent dans de nombreux media dont les animés, manga, et les light novels. Les lectrices de teens' love sont essentiellement des jeunes femmes ou des adultes.

## Thèmes
Le teens' love appartient au genre de la romance mais ici l'amour et la sexualité sont synonymes. Les histoires ont habituellement pour protagonistes principaux des femmes. Le genre diffère du josei dans lequel les histoires sont le plus souvent dramatique et incluent des éléments sombres comme le viol, l'inceste ou la prostitution. Si les premiers teens' love reprenaient ces mêmes éléments, les histoires les ont depuis abandonnés. Les Teens love visent aussi un lectorat plus jeune. En 2007, plusieurs magazines de manga consacrés au teens' love ont été déclarés « dangereux pour la jeunesse » par la préfecture d'Osaka et furent interdits à la vente pour les mineurs.

## Chronologie
- 1998 L-Teen Comic[7]
- 1998 Ren'ai Hakusho Pastel[8].
- 2000 Zettai Ren'ai Sweet [9]
- 2001 Ren'ai Sengen Pinkish [10]
- 2004 Ren'ai Tengoku[11], Muteki Ren'ai S*girl[12]. etc. First published
- 2006 Ren'ai Cherry Pink [13]
- 2008 mini Sherry [14]. Le magazine publié en 2008 n'était pas un teens love mais à partir de 2009 il y est consacré
- 2009 mini Sugar [15]